# Szlatino (Debarca)
Szlatino (macedónul: Слатино) település Észak-Macedóniában, a Délnyugati körzet Debarcai járásában.

## Népesség
| Lakosok száma | 957  | 1016 | 948  | 800  | 547  | 218  | 204  | 161  | 65   |
|               | 1948 | 1953 | 1961 | 1971 | 1981 | 1991 | 1994 | 2002 | 2021 |

2002-ben 161 lakosa volt, akik közül 160 macedón és 1 egyéb.